# Intertel
Intertel je društvo osoba visokog kvocijenta inteligencije koje je otvoreno svima koji su postigli rezultat na jednom od standardiziranih testova inteligencije na ili iznad 99-tog postotka (gornjih 1 %). Na Wechslerovoj ljestvici, koja je uobičajena u Hrvatskoj (statistički prosjek 100, standardna devijacija 15), to odgovara IQ-u od 135 na više.  

## Povijest
Intertel je 1966. osnovao Ralph Haines. Naziv Intertel skraćenica je od International Legion of Intelligence (Međunarodna legija inteligencije). Članovi Intertela kolokvijalno se nazivaju Ilijanci (Illians). 
Intertel je jedno od zapaženijih društava osoba s visokim kvocijentom inteligencije još od kasnih 1960-ih, sa zahtjevima za prijem koji su stroži i isključiviji od MENSA-e. Osim toga, Intertel je drugo po starosti društvo osoba visoke inteligencije (samo je MENSA starija od njega) i treće prema broju članova. 
Organizacija je podijeljena u sedam područja, izabire dužnosnike i ima preko 1700 članova iz preko 40 država. Intertel izdaje časopis nazvan Integra. Uz to, Intertel ima i Kuću slavnih svojih članova

### Intertelova područja
1 - SAD: IL, IN, KY, MI, OH, PA, WV, WI, Kanada: ON, QC, NB, PE, NS, NL
2 - AR, KS, LA, MS, MO, OK, TN, TX
3 - CT, DE, ME, MD, MA, NH, NJ, NY, RI, VT,  VA, DC
4 - AZ, CA, HI, NV, NM, UT
5 - AL, FL, GA,  NC, SC, PR, VI
6 - Ostale države svijeta (bez Kanade i Sjedinjenih Američkih država)
7 - SAD: AK, CO, ID, IA, MN, MT, NE, ND, OR, SD, WA, WY, Kanada: MB, SK, AB, BC, NU, NT, YT

## Vanjske poveznice
- Službena stranica